# Kellern (Flachslanden)

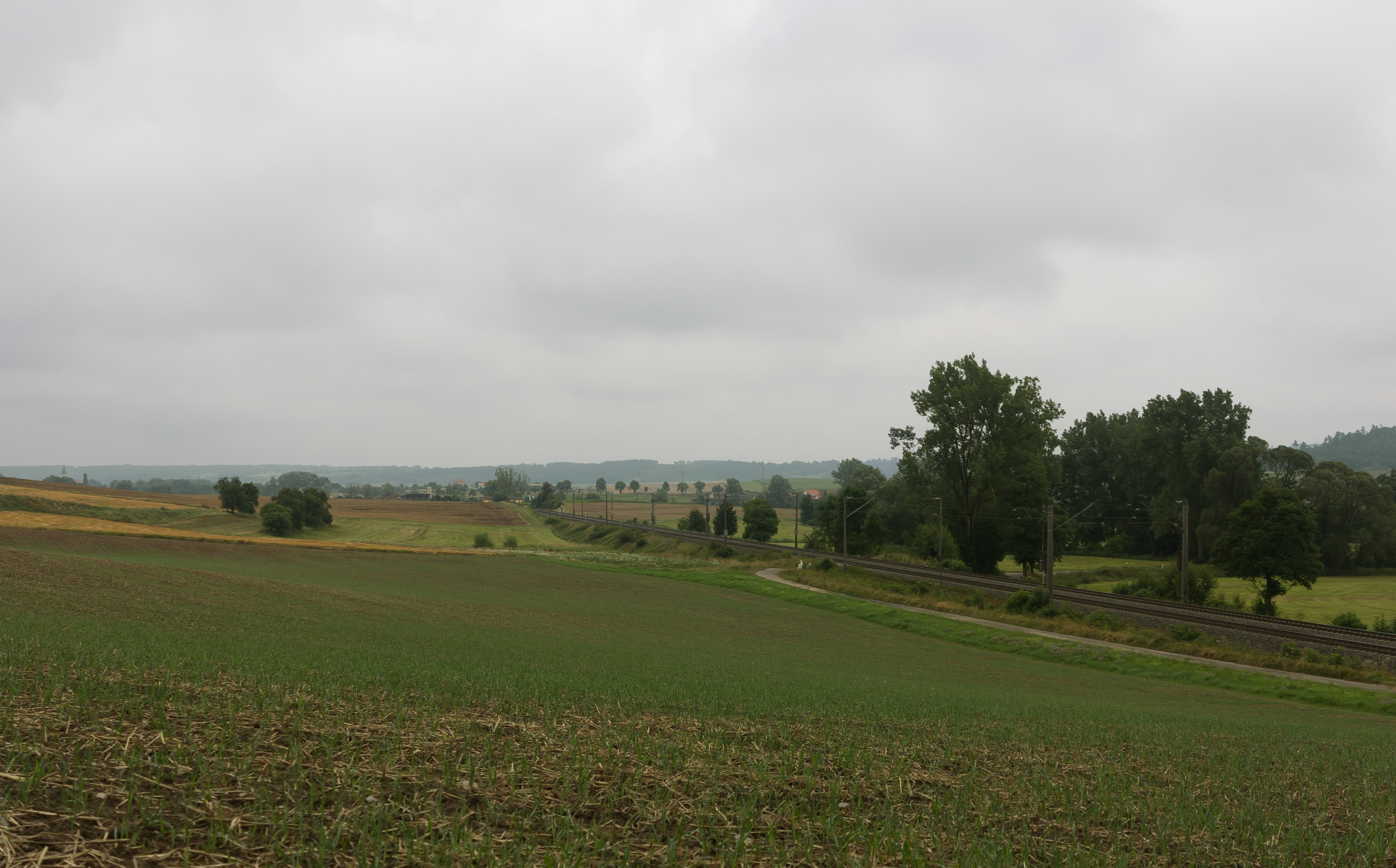
Landschaft bei Kellern

Kellern ([ˈkɛlɐn] , fränkisch umgangssprachlich: Keslhof bzw. Keslmil) ist ein Gemeindeteil des Marktes Flachslanden im Landkreis Ansbach (Mittelfranken, Bayern). Kellern gliedert sich in den Wohnplätzen Kesselhof und Kesselmühle. Kellern liegt in der Gemarkung Flachslanden.

## Geografie
Der Weiler liegt am Borsbach, der als linker Zufluss in die Fränkische Rezat mündet, die westlich des Ortes fließt. 1,25 km südöstlich im Forst Birkenfels liegt der Heßberg (489 m ü. NHN), 0,75 km nordöstlich liegt das Kellerholz, 0,5 km nordwestlich das Hochholz.
Eine Gemeindeverbindungsstraße führt an der Rangenmühle vorbei nach Borsbach zur Kreisstraße AN 21 (1,4 km östlich) bzw. nach Rosenbach (0,7 km nordwestlich). Dort kann über eine Zubringerstraße die Staatsstraße 2253 erreicht werden, die unmittelbar westlich am Ort vorbeiführt.

## Geschichte
Im Jahre 1402 erfolgte die erste urkundliche Erwähnung als „Keler“. Der Ortsname lässt erkennen, dass die Siedlung bei einem Keller angelegt wurde. 1498 wurde der Ort aufgrund seiner Lage in einem Talkessel „Kesselmüllner“ genannt – die in der Umgangssprache bis heute geläufige Bezeichnung. 1809 wurde erstmals die heutige Form bezeugt, eine Pluralform, mit der die Einöden Kesselmühle, Kesselhof, zuweilen auch die Einöden Hummelhof und Rohrmühle, bezeichnet wurden.
Gegen Ende des 18. Jahrhunderts gab es in Kellern vier Anwesen und ein Gemeindehirtenhaus. Das Hochgericht übte das brandenburg-ansbachische Hofkastenamt Ansbach aus. Alle Anwesen hatten das brandenburg-ansbachische Vogtamt Birkenfels als Grundherrn. Von 1797 bis 1808 unterstand der Ort dem Justiz- und Kammeramt Ansbach.
Im Rahmen des Gemeindeedikts wurde Kellern dem 1808 gebildeten Steuerdistrikt Flachslanden und der 1811 gegründeten Ruralgemeinde Flachslanden zugeordnet.

### Baudenkmal
- Kesselmühle, Haus Nr. 1: zweigeschossige Wassermühle mit Krüppelwalm; Portalschlussstein mit brandenburgischem Wappen und Mühlrad, bezeichnet 1799[10]

### Einwohnerentwicklung
| Jahr      | 001818 | 001840 | 001861 | 001871 | 001885 | 001900 | 001925 | 001950 | 001961 | 001970 | 001987 | 002017 | 002022 |
| Einwohner | *40    | 21     | †40    | 28     | 21     | 21     | 21     | 27     | 24     | *22    | *30    | *23    | *25    |
| Häuser    | *5     | 3      |        |        | 3      | 4      | 4      | 4      | 6      |        | *7     |        |        |
| Quelle    | [ 12 ] | [ 13 ] | [ 14 ] | [ 15 ] | [ 16 ] | [ 17 ] | [ 18 ] | [ 19 ] | [ 20 ] | [ 21 ] | [ 22 ] |        | [ 1 ]  |

## Religion
Der Ort ist seit der Reformation evangelisch-lutherisch geprägt und bis heute nach St. Laurentius (Flachslanden) gepfarrt. Die Einwohner römisch-katholischer Konfession sind nach St. Dionysius (Virnsberg) gepfarrt.